# Punto de engrase

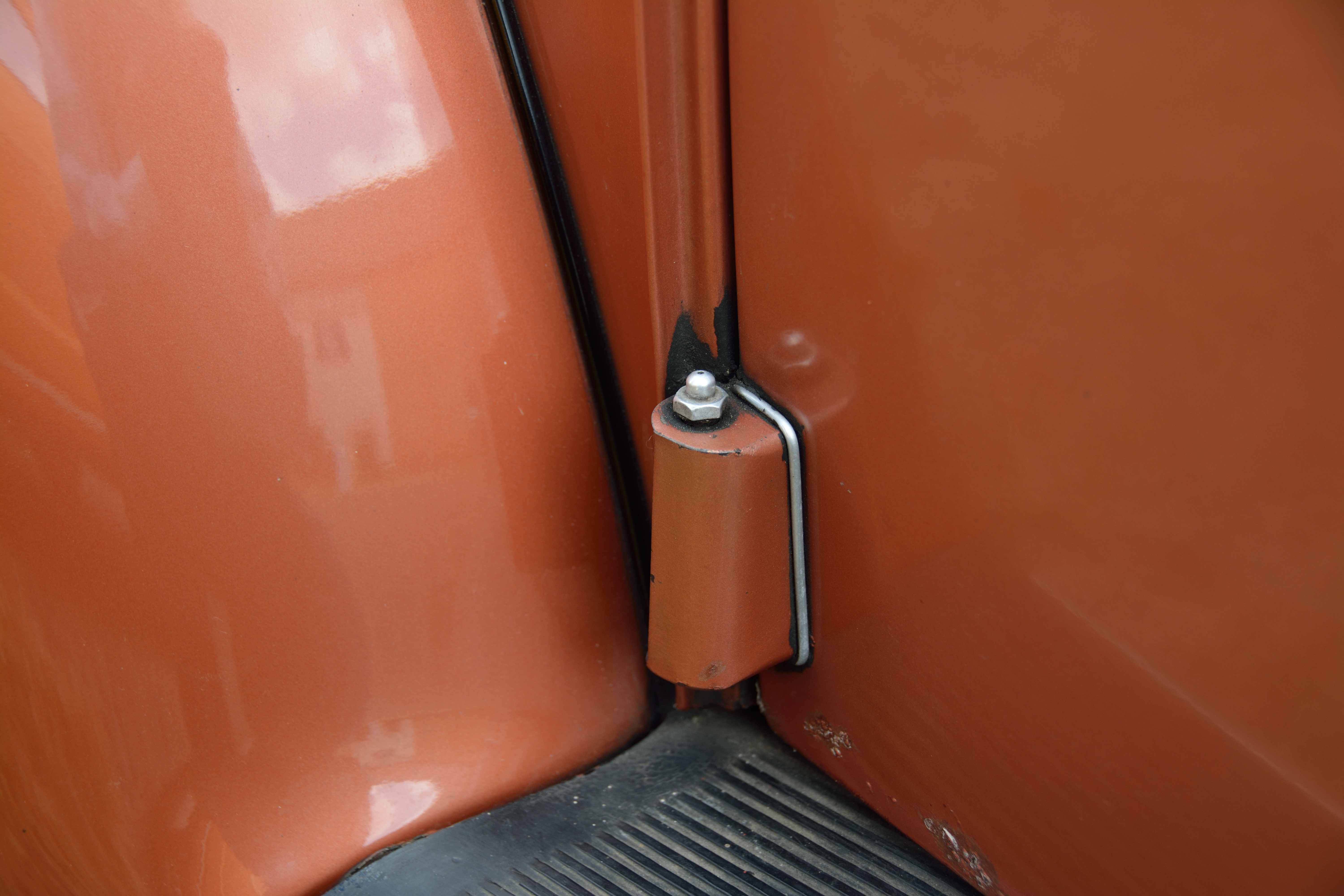
Un punto de engrasado en la puerta del conductor de un VW Escarabajo

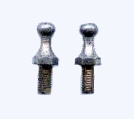
Par de puntos de engrase

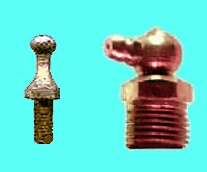
Formatos: 1) Recto. 2) Curvo.

Un punto de engrase (también denominado en ocasiones alemite, por el nombre de la empresa estadounidense Alemite, fabricante de elementos de engrase y propiedad del grupo SKF) es un elemento que se utiliza para el engrasado de piezas o partes mecánicas donde la grasa o lubricante debe penetrar pero no debe salir, es decir debe permanecer dentro de la pieza que se procedió a engrasar. Va enroscado en una parte del material de la pieza que lo contiene y para ello cuenta con su correspondiente rosca según se observa en la imagen.

## Características
Es de diseño casi tubular pero tiene una parte con forma (generalmente hexagonal) para poder ser tomado por una llave y ser ajustado; y en el extremo opuesto al que va roscado posee forma esferoidal donde se ajusta el pico de un engrasador (por ejemplo un engrasador manual). En el extremo de dicha forma esférica cuenta con una pequeña bolilla de acero que sin llegar a salir del todo de dentro de la pieza hace presión hacia el exterior mediante el impulso de un resorte interno en el orificio donde se halla ubicada, que es el lugar donde penetró el lubricante o grasa. Es decir cuando se le inyecta la grasa a presión, la bolilla se desplaza hacia atrás y permite que ingrese el lubricante y cuando se deja de hacer presión, la bolilla es impulsada hacia afuera del orificio (pero no puede pasar por el mismo por ser su tamaño un poco mayor) y actúa de tapón o retén.

## Usos múltiples
Es utilizado por muchas industrias pero seguramente la que mayormente lo emplea es la de fabricación de todo tipo de vehículos, que por contar con piezas que producen roce, desplazamiento y rodamiento, requieren estar permanentemente engrasadas.
Aunque también es empleado por otras máquinas de todo tipo de características.
Por ejemplo, maquinarias agrícolas, máquinas herramienta, piezas de aeronáutica, maquinaria gráfica (de uso en las imprentas), etcétera.

## Materiales que lo componen
Por regla general, el alemite suele ser de bronce y se halla níquelado en la parte que queda expuesta al exterior, y su bolilla de retención es de acero. Pero esto no es óbice para que los haya en otros metales, como por ejemplo hierro, u otras aleaciones.